# بخش جامویی
بخش جامویی (به انگلیسی: Jamui district) یک منطقهٔ مسکونی در هند است که در Munger division واقع شده‌است. بخش جامویی ۳٬۱۲۲ کیلومتر مربع مساحت و ۱٬۷۶۰٬۴۰۵ نفر جمعیت دارد.